# Daiki Ogawa
Daiki Ogawa (小川 大貴 Ogawa Daiki?, Shizuoka, 16 de octubre de 1991) es un futbolista japonés que juega como defensa en el Matsumoto Yamaga F. C. de la J3 League.

## Trayectoria

### Clubes
| Club                      | País  | Año       |
| ------------------------- | ----- | --------- |
| Júbilo Iwata              | Japón | 2014-2024 |
| JEF United Chiba (cedido) | Japón | 2024      |
| Matsumoto Yamaga F. C.    | Japón | 2025-     |